# ATV (튀르키예의 텔레비전 네트워크)
ATV는 튀르키예의 텔레비전 채널이다.